# Lénora Guion-Firmin
Lénora Guion-Firmin (La Trinité, Martinica, 7 de agosto de 1991) es una deportista francesa que compitió en atletismo. Ganó una medalla de bronce en el Campeonato Mundial de Atletismo de 2013, en la prueba de 4 × 400 m.

## Palmarés internacional
| Campeonato Mundial | Campeonato Mundial | Campeonato Mundial | Campeonato Mundial |
| Año                | Lugar              | Medalla            | Prueba             |
| ------------------ | ------------------ | ------------------ | ------------------ |
| 2013               | Moscú (Rusia)      | Medalla de bronce  | 4 × 400 m          |